# Thinopteryx crocoptera
Thinopteryx crocoptera là một loài bướm đêm trong họ Geometridae.